# Стефан Марјановић
Стефан Марјановић (Лазаревац, 25. јула 1994) српски је фудбалер који тренутно наступа за Колубару.

## Трофеји и награде
Графичар
- Српска лига Београд: 2018/19.[6]